# Блатник-при-Чрмошніцах
Блатник-при-Чрмошніцах (словен. Blatnik pri Črmošnjicah) — поселення в общині Семич, регіон Південно-Східна Словенія, Словенія.